# Lucé-sous-Ballon

Lucé-sous-Ballon este o comună în departamentul Sarthe, Franța. În 2009 avea o populație de 108 de locuitori.